# Serotonina (romanzo)
Serotonina (Sérotonine) è un romanzo dello scrittore francese Michel Houellebecq, pubblicato in Europa nel 2019. È edito in Italia da La nave di Teseo nello stesso anno.

## Trama
Florent-Claude Labrouste, 46 anni, ingegnere agricolo depresso, i cui genitori si sono suicidati, decide di lasciare il lavoro al Ministero dell'agricoltura, il suo appartamento nella torre Totem e la sua vita di coppia con la partner giapponese Yuzu. Affronta una deriva sempre più solitaria, in cerca delle donne e degli amici del passato. Mano a mano che tutte le sue strategie falliscono e l'angoscia tende a sopraffarlo, aumenta le dosi di serotonina, fino al massimo.

## Captorix
"È una piccola compressa bianca, ovale, divisibile". Con queste parole si apre e si chiude il romanzo, per descrivere un antidepressivo immaginario di nuova generazione usato dal protagonista Florent-Claude.

## Personaggi
- Florent-Claude: un quarantenne depresso
- Camille: ex compagna di Florent-Claude
- Aymeric: amico di scuola di Florent-Claude
- Kate: ex partner di Florent-Claude
- Claire: ex partner di Florent-Claude
- Yuzu: compagna giapponese che Florent-Claude decide di lasciare
- Dott. Azote: medico che ha prescritto l'antidepressivo a Florent-Claude.